# Obediencia perfecta
Obediencia perfecta è un film del 2014 diretto da Luis Urquiza Mondragón ed ispirato a fatti realmente accaduti che hanno visto coinvolto padre Marcial Maciel, fondatore della congregazione clericale dei Legionari di Cristo.

## Trama
In un seminario cattolico in Messico, il tredicenne Julián è vittima di abusi da parte di Padre Ángel de la Cruz, fondatore dell'Ordine dei Crociati di Cristo.